# Heinrich Richter (Maler)
Heinrich Richter (* 15. Mai 1920 in Inowrocław, Polen als Henryk Richter; † 8. Juni 2007) war ein zeitgenössischer deutscher Maler und Grafiker.

## Leben
In den letzten Kriegstagen 1945 floh Richter nach Berlin, nachdem er zuvor seinen rechten Arm verloren hatte; demzufolge trainierte er sich das Malen mit der linken Hand an. 1948–1955 nahm er in Berlin an der Hochschule für Bildende Künste bei den Professoren Karl Hofer und Hans Orlowski ein Studium auf, das er mit einem Meisterschüler-Diplom abschloss. Zwischendurch lebte er zusammen mit dem Maler Jochen Senger im Rahmen eines Französischen Staatsstipendiums 1953 einige Monate in Paris, danach führte ihn ein Arbeitsaufenthalt nach Spanien. In diesem Zeitraum heiratete er auch seine Frau Mila, mit der er zwei Söhne hat. 1963 hatte Richter seine erste Begegnung mit Günter Grass. In den drei Folgejahren arbeitete er an den Illustrationen zu Grass’ „Die Blechtrommel“, die 1968 im Luchterhand-Verlag (Berlin/München) erschien.
Im Zeitraum von 1965 bis 1970 war er immer wieder für längere Arbeitsaufenthalte Gast bei Theodor Ahrenberg, einem naturalisierten Schweizer Kunstsammler und Mäzen, mit dessen Familie sich eine enge Freundschaft entwickelte. Im Ahrenbergs Atelier in Chexbres am Genfersee schuf Richter zahlreiche Arbeiten, die in der Folgezeit in renommierten Schweizer und schwedischen Galerien sowie in Schweizer Museen als Einzelausstellungen gezeigt wurden. 1968 lernte er den Kunsthistoriker und ersten Direktor der Neuen Nationalgalerie in Berlin Werner Haftmann kennen, der ihm im gleichen Jahr eine umfassende Einzelausstellung in seinem neuen Haus ermöglichte.
1970 zog er um in ein Atelier am Montparnasse in Paris, wo er bis 1972 lebte und arbeitete. In dieser Zeit machte er Bekanntschaft mit Iris Clert, einer der profiliertesten europäischen Galeristen. Danach siedelte er sich in Seignelay (Département Yonne / Burgund), an, lebte aber auch zeitweise im südfranzösischen Cannes. Seit 1991 lebte und arbeitete Richter wieder in Berlin, wo er am 8. Juni 2007 verstarb.
Heinrich Richter war Mitglied im Deutschen Künstlerbund. Er hatte zahlreiche Einzelausstellungen und Ausstellungsbeteiligungen in Deutschland, Frankreich, Schweden, USA und Japan.

## Auszeichnungen / Ehrungen (Auswahl)
- 1969 Berliner Kunstpreis
- 1975 Ehrengast der Deutschen Akademie in Rom (Villa Massimo)

## Ausstellungen (Auswahl)
- 1967: Städtisches Museum Schloss Morsbroich, Leverkusen
- 1965–1970 Musée des Beaux Arts (Lausanne), Musée Jénisch (Vevey), Musée Rath (Genf)
- 1968 Neue Nationalgalerie (Berlin)
- 1969 Goethe-Institut New York,
- 1970 Gallery Paul Aronson (Boston), Marc Moyens Collection (Washington, D. C.)
- 1995 Heinrich Richter – graphische Zyklen zur Literatur (Akademie der Wissenschaften und der Literatur, Mainz)
- 2000 Ahrenberg Collection – 50 ans d'histoire de l'art (Vevey)
- 2008 Auf der Suche nach dem verlorenen Paradies – Annäherung an das Lebenswerk des Malers und Zeichners Heinrich Richter (1920 - 2007), Schloss Landestrost, Neustadt[2]
- 2010 Heinrich Richter – Auf der Suche nach dem verlorenen Paradies, Klostermühle Heiligenberg
- 2010 Heinrich Richter – Auf der Suche nach dem verlorenen Paradies, „Altes Hallenbad“, Hameln

## Sonstiges
Nicht zu verwechseln mit dem Maler Heinrich Richter-Berlin (1884–1981) der Novembergruppe.